# 山内隆裕
山内隆裕（やまうち たかひろ、1983年8月20日 - ）は、日本の実業家。
サイバーエージェント常務取締役、CyberZ代表取締役、CyberFight取締役。

## 人物
東京都三鷹市出身。2006年、立教大学経済学部卒業後、サイバーエージェントに入社。2008年5月、モバイルサイト制作会社・CyberXの取締役に就任。翌年、CyberZの設立と同時に代表取締役に就任した。その後、12年7月には米国現地法人CyberZ USAを設立し、海外事業にも尽力。同年10月、サイバーエージェントの取締役に当時最年少で選ばれた。以降、同社のスマートフォン関連事業の責任者として活動している。
AbemaTVが2018年1月21日より立ち上げたウルトラゲームスチャンネルでも統括プロデューサーを務める。2018年10月 株式会社サイバーエージェント常務取締役に最年少で就任 ※当時35歳